# Castelo de Bellevue

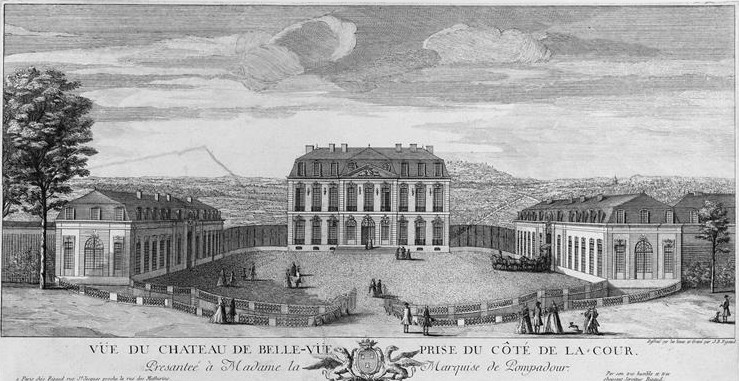
O Château de Bellevue nos tempos da Madame de Pompadour.

O Château de Bellevue foi um palácio francês construído para a Madame de Pompadour em 1750. Situava-se em Meudon (Hauts-de-Seine), onde foi edificado na borda de um planalto com vistas para o Sena.
Em 1823 foi demolido, restando poucos vestígios da sua existência.

## História
Em 1748, o Rei Luís XV comprou um terreno situado no planalto de Meudon, entre o Château de Meudon e o Château de Saint-Cloud. O director geral das Construções do Rei, Le Normant de Tournehem, completou a propriedade através de compras e trocas com particulares e religiosos. O Primeiro Arquitecto do Rei, Ange-Jacques Gabriel, propôs projectos para ali construir uma residência de recreio que deveria receber o nome de Bellevue (Bela Vista), em referência ao magnífico panorama que se descobre a partir desta propriedade.

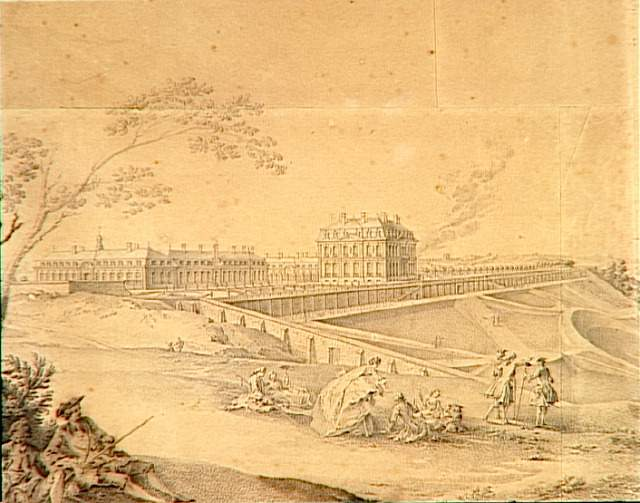
O Château de Bellevue visto de sul, numa gravura de Jacques André Portail.

No ano seguinte, o Rei cedeu o terreno à Madame de Pompadour, que o endereça ao seu arquitecto, Jean Cailleteau (Lassurance o jovem). Assistido por Jean-Charles Garnier d'Isle para a execução dos jardins, este edificou muito rapidamente o Château de Bellevue, cujos trabalhos foram terminados em 1750. Apesar da má qualidade do solo exigir fundações profundas, o estaleiro funcionou com força e convicção, recorrendo ao trabalho de 800 operários. Luís XV vinha, ele próprio, supervisionar os trabalhos, fazendo as refeições rapidamente no local e entretendo-se com os homens de arte.
Em contraponto, na margem do Sena, Madame de Pompadour adquiriu em 1750 um pequeno pavilhão edificado no periodo da Regência e chamado de Brimborion, o qual foi ligado ao planalto pela parte do jardim arranjado a este do palácio, ficando assim integrado no domínio.
Com a morte da favorita, em 1764, o conjunto da propriedade reverteu para o Rei, o qual fez reorganizar a distribuição e a decoração interior, sob direcção de Ange-Jacques Gabriel. Este construiu, em 1767, duas alas em volta compostas somente por rés-do-chão, as quais foram absorvidas, em 1773, por uma extensão que as ligou ao edifício principal. Sob o comando de Ange-Jacques trabalharam; Jacques Verberckt, Jules-Antoine Rousseau, Jacques Caffieri, Jean Restout, Chardin e Fragonard.
Com o falecimento de Luís XV, em 1774, o palácio foi atribuido às suas filhas, as damas Adelaide (1732-1800), Vitória (1733-1799) e Sofia (1734-1782). Estas encarregaram Richard Mique de transformar as decorações interiores e de realizar, na área do pavilhão de Brimborion, um jardim à inglesa ornado com elementos que fazem lembrar, em alguns casos, os presentes nos hameux dos parques do Château de Chantilly e do Petit Trianon.
Depois da Revolução, as damas tomaram o caminho do exílio. O palácio foi pilhado e desfigurado por construções adventícias. a partir do ano XI (1802-1803), a casa chamada "das colunas" desponta sobre o jardim inglês.

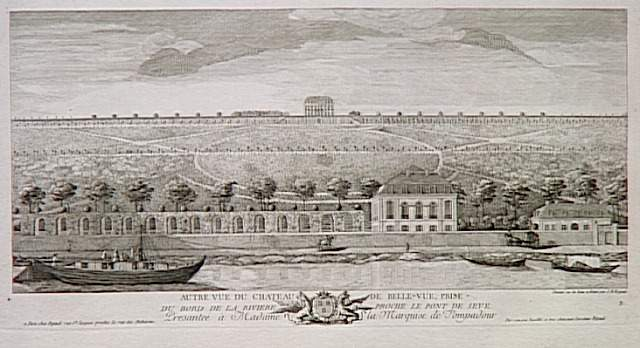
O Pavilhão de Brimborion (em primeiro plano) e o Château de Bellevue (no alto).

O próprio palácio foi demolido em 1823, por iniciativa do promotor Achille Guillaume, o qual loteou o domínio em 1825. Guillaume encarregou o arquitecto François Guenepin de construir belas casas (ainda podem ser vistos exemplos conservados no nº 62 da Route des Gardes e, talvez, no nº 2 da Rue du Bassin) sobre vastas parcelas respeitando o plano geral do domínio, transformando as alas do palácio para criar um espaço que levaria o seu nome. No entanto, quando faleceu o loteamento ainda não estava acabado. Os terrenos do domínio foram atravessados pelo caminho de ferro cerca de 1838, onde Dumont d'Urville encontraria a morte em 1842. Au fil des années, les vastes parcelles sont redivisées en lots plus modestes. Em 1925, aa companhia Pharos efectuou um último loteamento entre as avenidas 11 de Novembro e Eiffel, a a Rue Bussières.
Os últmios vestígios do palácio desapareceram em entre 1943 e 1972, à excepção do glaciar e do terraço. Uma grande parte do jardim inglês das Damas, respeitado por Guillaume, nomeadamente uma das suas estruturas, a "Torre das Damas de França", subsistiu até à década de 1960.

## Arquitectura exterior e jardins

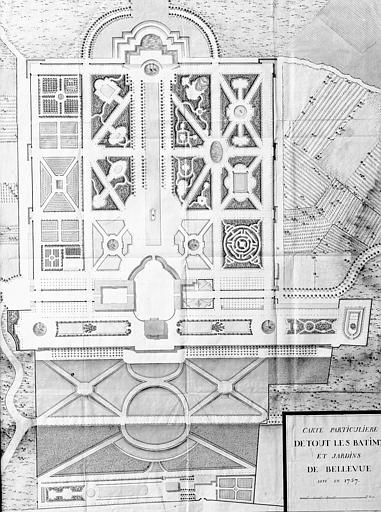
Planta do conjunto do domínio (o oeste fica para cima).

Pela sua concepção, Bellevue marca uma data importante na ecolução do château francês. O edifício, de planta maciça, quase quadrado, é uma construção de dois andares, tipico das casas de recreio então em moda, das quais se encontra o desenvolvimento perfeito no Petit Trianon. Compreende nove vãos na fachada e seis nos lados. A decoração, quase idêntica nas quatro fachadas, é simplesmente coroada por frontões triangulaires decorados em alto relevo por Guillaume II Coustou, o que sublinha ainda mais o carácter maciço do edifício. No primeiro andar, dezoito consolas colocadas entre os vãos contêm bustos, na sua maior parte retratos de imperadores romanos seleccionados por Tournehem no depósito de mármores de Folichancourt.
De talhe relativamente modesto, Bellevue faz pensar mais facilmente na casa de um rico particular que num palácio Real. De facto, nõa foi conhecido, iniciamente, pelo próprio Rei, mas pela Marquesa de Pompadour, a qual costumava receber ali o Rei na intimidade.
No interior, conservou-se sobre o eixo principal a enfiada clássica vestíbulo-salão, mas as salas situadas ao centro dos pequenos lados foram orientadas segundo o wixo perpendicular. No rés-do-chão, o vestíbulo e o salão, que serviam, também, de sala de refeições de aparato, estavam cobertas de mármore. A escadaria principal tinha um lanternim vítreo a cobri-la. A diminuição do número de salas é acompanhada de uma redução drástica dos espaços reservados ao serviço, relegados para as dependências que se ordenavam num quadrilátero situado a sul do palácio. As duas construções baixas edificadas de um lado e do outro do pátio de honra, de planta oval fechada e fechado por um gradeamento, abrigavam: a norte, o apartamento dos banhos, ornado por pinturas de François Boucher, a portaria, a ménagerie e os galinheiros; enquanto o do sul continha um teatro "à chinesa", os serviços de cozinha, as cavalariças, os armazéns e a capela dos comuns.
Desenhado por Garnier d'Isle, o parque estava dividido em duas partes: uma delas, a este, desenvolve-se habilmente ao longo do Sena, adaptando-se engenhosamente através de alas curvas cruzando-se em X, a um terreno fortemente inclinado; a outra, a oeste, para lá do pátio, compreende duas séries de bosques de um lado e um tapete verde do outro. O acesso fazia-se através de um eixo transversal norte-sul paralelo ao lado mais longo do palácio.

## Decorações interiores
Em Bellevue, Madame de Pompadour mandou realizar decorações interiores do maior refinamento. Os dois nichos do vestíbulo foram ornados pela "Música" de Étienne Maurice Falconet e pela "Poesia" de Lambert-Sigisbert Adam (as duas obras encontram-se, actualmente, no Museu do Louvre). O grande salão e o salão de companhia foram ornados com apainelamentos de Jacques Verberckt, remates de porta de Jean-Baptiste Oudry e painéis de Carle Van Loo. A escadaria foi pintada em trompe-l'oeil por Paolo Antonio Brunetti. No primeiro andar, a capela, situada ao centro, comporta um quadro de altar de François Boucher, L'Adoration des bergers ("A Adoração dos pastores" - Lyon, museu das Belas-Artes). O apartamento do Rei compreendia um gabinete dourado realizado por Verberckt e Boucher.
O mobiliário do palácio, de estilo rocaille, encomendado pela Marquesa de Pompadour, integrava as colecções Reais desde a venda do domínio a Luís XV.
As Damas Vitória, Adelaide e Sofia de França, proprietárias do palácio na época de Luís XVI, encomendaram importantes conjuntos mobiliários à última moda neoclássica. Actualmente, certos móveis de ébenisterie e de menuiserie de Bellevue estão conservados no Museu do Louvre, no Château de Versailles e no Museu das Artes decorativas de Paris.

## Elementos restantes
Subsistem poucos vestígios do domínio de Bellevue:
- a parte central do terraço;
- o ediício dos guardas;
- gruta artificial criada para as damas;
- glaciar de 1755;
- pavilhão chamado de "o Pequeno Bellevue (le Petit Bellevue), com um pequeno salão circular, e pavilhão de música de 1785, attribuido a Mique.

## Influências
- O Château de Bellevue foi imitado, pouco tempo depois da sua conclusão, por Pierre Emmanuel Joseph d’Hane (1726-1786) no Castelo de Leeuwergem, construído em 1764 no município belga de Zottegem.